# Chiesa di Santa Maria delle Grazie (Soncino)
La chiesa di Santa Maria delle Grazie è un luogo di culto cattolico di Soncino, nella diocesi di Cremona.

## Storia
Nel 1468 ai carmelitani fu concessa l'officiatura di una piccola chiesa fuori Porta San Giuseppe, a Soncino. A febbraio del 1501 il cardinal Raimondo Perauti, vescovo di Gurk in Carinzia, posò la prima pietra della nuova chiesa, fortemente voluta dal padre Pietro da Mortara. Padre Antonio Maestri, già proveniente dal convento carmelitano di Mantova, era il sovrintende dei lavori. Tra 1515 e il 1526 è stato eretto il campanile, su disegno di maestro Gerardo da Piacenza.
La chiesa fu consacrata l'8 settembre 1528 da monsignor Luca da Seriate, alla presenza di Francesco II Sforza che aveva sostenuto le spese per l'imponente ciclo di affreschi. Santa Maria delle Grazie divenne una chiesa-pantheon per la nobile e potente famiglia locale degli Stampa. Nel 1536 Carlo V, proprio in questa chiesa, investì Massimiliano Stampa del marchesato di Soncino.
Nel 1772 dopo l'editto di Maria Teresa d'Austria nel quale venivano soppressi i conventi, i carmelitani dovettero lasciare Soncino e la loro chiesa che iniziò un inesorabile degrado fino al 1864 quando la Santa soncinese Paola Elisabetta Cerioli, fondatrice dell'ordine delle Suore della Sacra Famiglia, acquistò il convento e la chiesa restituendo ad entrambi l'antico splendore.

## Esterno
L'edificio sorge su un tratto ormai dimenticato dell'antica strada commerciale di origine romana, l'antica strada Calciana che collegava Bergamo a Cremona.
Vi si accede attraverso una scalinata composta da due rampe e ci si trova davanti alla facciata in cotto, da cui emergono lacerti di affreschi, un tempo vi erano dipinte le figure, ora scomparse, di San Rocco e San Cristoforo. Sulla facciata, tripartita da due lesene, si apre un portale di tipo bramantesco, costruito in marmo bianco di Rezzato (marmo Botticino) sopra il quale è visibile, oltre al rosone, anche una statua a tutto tondo della Vergine con il Bambino.

## Interno
L'interno della chiesa è “uno degli schemi decorativi più elaborati di tutto il Rinascimento”; così venne definito nel 1952 (quando la chiesa era sconosciuta ai più) da Bernard Berenson, insigne storico dell'arte.
L'edificio, a pianta rettangolare e ad unica navata, ha la volta a botte divisa in cinque campate. Ai lati della navata si aprono cappelle poco profonde - cinque a destra e cinque a sinistra. Il vasto ciclo di affreschi che ricopre l'interno è opera di Francesco Scanzi, di Giulio Campi e di Francesco e di Bernardino Carminati.
La prima, la quarta e la quinta cappella a sinistra e le cappelle di destra sono affrescate da Francesco Scanzi con vari soggetti, tra cui Madonna col Bambino, Fuga in Egitto, Annunciazione, Apparizione di Gesù alla Maddalena e santi.
Il presbitero è con volta a crociera costolonata e nelle quattro vele sono raffigurati gli Evangelisti attribuiti al pittore di Cremona Giulio Campi che è ritenuto anche autore dell'Assunzione di Maria, dipinta sul soprarco. La transenna pontile che divide il presbiterio dall'abside originariamente separava la chiesa anteriore destinata al clero dalla chiesa posteriore destinata ai fedeli. La critica vede in tutti gli affreschi del Campi una svolta in atto verso un sempre più consapevole coinvolgimento del pittore nell'avventura manieristica: i colori vivaci, i panneggi elaborati, la ricercata elaborazione della composizione l'accentuata espressività.
Il Giudizio Universale, dipinto sulla controfacciata, è opera di Francesco e Bernardino Carminati.